# كينيث ماكنزي
كينيث ماكنزي (بالإنجليزية: Kenneth Mackenzie) هو مبشر جنوب أفريقي، ولد في 29 يونيو 1920، وتوفي في 17 فبراير 1971.